# Václav Kovář
Václav Kovář (15. září 1852 Radomyšl – 1. srpna 1891 Radomyšl) byl rakouský a český rolník a politik, na konci 19. století krátce poslanec Českého zemského sněmu.

## Biografie
Působil jako rolník v jihočeské Radomyšli. Získal zemědělské vzdělání, vystudoval hospodářskou akademii, působil i v rakouské armádě, kde dosáhl důstojnických postů. Založil v rodné obci sbor dobrovolných hasičů, zasedal v obecním zastupitelstvu. Neoženil se. Věnoval se intenzivně včelaření. Vlastnil sedmdesát včelstev. Když později kvůli veřejným a politickým aktivitám již nemohl včelařství provozovat, prodal včelín velkostatkáři Eduardovi rytíři z Daubků.
Koncem 80. let 19. století se zapojil i do zemské politiky. Ve volbách v roce 1889 byl zvolen v kurii venkovských obcí (volební obvod Strakonice, Volyně) do Českého zemského sněmu. Politicky patřil k mladočeské straně. Ve volební kampani vystupoval jako nezávislý český kandidát a výrazně porazil staročeského rivala. Brzy po svém zvolení přistoupil do klubu mladočechů.
Zemřel v srpnu 1891 na svém statku v Radomyšli. Příčinou úmrtí byla dlouhá nemoc, která vyústila v ochrnutí plic, kvůli níž se musel omluvit z poslední schůze zemského sněmu.